# Frederick Spiller
Frederick Spiller (n. 22 noiembrie 1884, Greater London, Anglia, Regatul Unit al Marii Britanii și Irlandei – d. 15 septembrie 1953) a fost un boxer ce a reprezentat Regatul Unit al Marii Britanii și al Irlandei de Nord, medaliat olimpic. A participat la o ediție a Jocurilor Olimpice (1908) în care a câștigat o medalie de argint.

## Participări
Lista de mai jos prezintă principalele competiții la care a participat Frederick Spiller de-a lungul carierei.
- boxing at the 1908 Summer Olympics – lightweight[*]